# Больно
«Больно» — песня российской певицы Нюши Шурочкиной. Автором композиции выступила сама певица. Спродюсированная самой артисткой, Владимиром Шурочкиным и Владом Стрекалиным, композиция была выпущена как четвёртый сингл исполнительницы из её дебютного альбома «Выбирать чудо» (2010).
«Больно» представляет собой песню, записанную в жанре поп-баллады, с элементами танцевальной музыки, трип-хопе и хип-хопа. По словам исполнительницы, композиция была написана под впечатлением из истории жизни певицы и описывает ситуацию разрыва в отношениях. Главными строчками песни Нюша назвала фразу «Но сердце — молчанье, и ты меня уже теряешь».
Песня получила как положительные, так и смешанные отзывы критиков. Журнал «Афиша» включил её в список самых ярких и запомнившихся российских поп-хитов за последние 20 лет. В итоговом обзоре 2011 года Борис Барабанов из газеты «Коммерсантъ» назвал «Больно» претендентом на звание песни года.
Сингл стал коммерчески успешным, попав в топ-3 самых ротируемых песен в России и на Украине, по информации портала Tophit. Согласно компаниям 2М и Lenta.ru, композиция возглавляла чарт самых продаваемых в России цифровых треков и по итогам 2011 года заняла в нём 11 место, получив платиновый статус и разойдясь тиражом в 200 тысяч экземпляров.

## Предыстория и релиз
В середине 2010 года появилась информация, что записана песня «Больно». Нюша предполагала выпустить композицию, как третий сингл, однако выбор стоял между «Больно» и ещё одной композицией. Как рассказал пиар-менеджер певицы Денис Орлов: «У нас стоит выбор между песней „Больно“ и ещё одной композицией, которая сейчас сводится на студии». Сводимой песней оказалась композиция «Выбирать чудо», которая и была выбрана в качестве сингла. В интервью журналу «Афиша» певица рассказала, что написала песню под впечатлением от ситуации из её личной жизни.

У меня были долгое время замечательные отношения с молодым человеком, и они в какой-то момент потеряли… Хм, нет, даже не смысл. Просто я перестала радоваться. Ну да, мы были вместе, он всё время был со мной, но это переросло в привычку, я перестала его присутствие ценить. И в итоге мы стали видеться всё реже, пока совсем не разошлись. А потом, спустя какое-то время, я увидела его в обществе другой девушки и вдруг поняла — как он мне дорог и какие сильные чувства я всё ещё к нему испытываю. Поняла, что нельзя было так просто его отпускать! Ужасно больно было видеть любимого человека с кем-то ещё. Ну и я пришла домой, села и написала эту песню — «Больно».— Нюша
В начале 2011 года песня была выпущена четвёртым синглом с дебютного альбома. Нюша сказала о композиции: «Каждая моя песня — это маленькая история из жизни. Так вот история под названием „Больно“, я думаю, будет близка каждому». 16 февраля 2011 года песня была выпущена в радиоротацию, через систему Tophit.

## Музыка и текст
«Больно» — это медленная танцевальная поп-баллада с элементами хип-хопа в аранжировке . Согласно нотным листам, изданным на Melodyforever.ru, песня записана в среднем темпе, в размере такта в 4/4. Основная гармоническая последовательность композиции, записанной в тональности Соль минор, состоит из аккордов: Gm — B — Cm.
История, описанная в композиции, основана на личных переживаниях певицы. «Песню „Больно“ я написала после разрыва с парнем. Мы встретились, полюбили друг друга, но отношения не сложились и мы нашли только один выход — разойтись», — рассказывала артистка. Нюша также добавляла, что хотя она и описывала личную историю, она пыталась подать её так, чтобы она была доступна для других людей. Певица использовала много метафор и аллегорий, чтобы людям, которые слушают композицию, казалось, что «это и про них тоже». Самыми значимыми словами в тексте певица назвала строки «Но сердце — молчанье, и ты меня уже теряешь» и говорила, что «они, как ничто другое, показывают мои чувства». Основным посылом композиции стала мысль о том, что нужно уважать и ценить тех, кого любишь: «Мы часто не ценим людей, которые с нами рядом и совершенно не даем себе отчет в том, что когда мы их потеряем, будем жалеть. Отношения нужно беречь!», — отмечала исполнительница.

## Реакция критики
В целом, песня была положительно оценена критиками, музыкальными журналистами и программными директорами радиостанций, заняв в августе 2011 года седьмое место в «Экспертном чарте» портала «Красная звезда». Композиция пробыла в десятке чарта семь месяцев. Дмитрий Прочухан, из NewsMusic.ru, негативно отозвался о песне, сказав, что она звучит «слишком форматно и причёсанно». Анна Матвеева, из Starland.ru, отмечала, что в «Больно» — «нас отсылают к западной вокальной школе и в голосе Нюши местами отчетливо слышится Агилера», при этом похвалив вокал певицы. Владимир Полупанов, в своей авторской колонке на Toppop.ru, раскритиковал текст песни. «…песня „Больно“. Вы как себе представляете „лики расстроенных глаз“ (лик — это лицо человека, кто не знает). Это что же получается, что у глаз есть лица. Абсурд, не правда ли? А „остатки незаконченных фраз“ вы как понимаете? Это типа: „Ид..на х..“ Или: „Аб..гав.. сбр..упс..“», — писал журналист.
В декабре 2011 года журнал «Афиша» включил композицию в свой редакционный список самых ярких и запомнившихся российских поп-хитов за последние 20 лет. В итоговом обзоре 2011 года, Борис Барабанов из газеты «Коммерсантъ» писал о Нюше, как о самой яркой новой поп-певице и включал песню «Больно» в претенденты на звание песни года, но по его мнению, она не смогла «дотянуться» до хита Ёлки «Прованс».

## Коммерческий успех
Песня достигла 1 места в общих радиочартах Tophit, продержавшись на вершине только одну неделю. За одну неделю песню проиграли 16149 раз, а всего песня появлялась в эфирах российских радиостанций 513081 раз. 15 апреля песня дебютировала в российском чарте цифровых треков, на 9 позиции. Композиция заняла 15 место в чарте самых скачиваемых цифровых треков в России за первую половину 2011 года, по информации компании 2М и Lenta.ru. В итоговом годовом отчёте «Российская индустрия звукозаписи» компании 2М и Lenta.ru, «Больно» заняла одиннадцатую строчку в чарте самых продаваемых цифровых треков в России за 2011 год, проведя в топ-10 двадцать шесть недель. Сингл также достиг 17 строчки в чарте продаж ринг-бэк тонов и был сертифицирован, как платиновый, за 200 тысяч загрузок.

## Музыкальное видео

### Съёмки и сюжет
В конце апреля 2011 года появились сообщения о том, что Нюша сняла клип на песню. На Lenta.ru говорилось, что на официальном сайте певицы появилось сообщение о завершении съёмок, но точной даты не сообщалось. Также стало известно, что клип был снят за один день и в съёмках принял участие известный хоккеист Александр Радулов. Появление в клипе Радулова вызвало широкий интерес в прессе. Издание Чемпионат.com поместило новость об этом на десятое место в своём рейтинге спортивных событий недели. Александр Рожков писал: «В принципе, ничего удивительного в том, что известный спортсмен снялся в музыкальном клипе, нет. Это уже воспринимается как данность. Другое дело, что было немного неожиданно узнать, что в клипе Нюши снялся именно Александр Радулов — человек, который не особенно любит быть в центре внимания за пределами хоккейной площадки».
Видео стало четвёртым клипом Нюши, а режиссёром выступил известный клипмейкер Павел Худяков. В основу сюжета была положена история из жизни Нюши, по которой была написана сама композиция. «Сюжеты я беру из своей же жизни. Новую композицию „Больно“ я написала после разрыва с парнем. Люди встречаются, люди влюбляются, и если их отношения не складываются, тогда есть только один выход — разойтись в разные стороны. Просто кто-то уходит в депрессию, я отдаюсь целиком музыке», — рассказывала исполнительница. По сюжету певица играет девушку, которая расстаётся со своим любимым (которого играет Александр). Вскоре она понимает, что совершила ошибку и всё ещё любит его. Вначале клипа Нюша танцует перед зеркалом и задаётся вопросами: «Сколько можно искать тебя, сколько можно терять тебя?». Всё, что остаётся героине клипа — быть со своим возлюбленным во сне. В последующих сценах клипа артистка садится в Mercedes-Benz и подъезжает прямо к кровати, на которой спит Радулов.

### Релиз и обзоры
Релиз видео состоялся 31 мая 2011 года, на канале Ello (YouTube). Павел Сурков на сайте «Звуки.Ру» дал смешанную оценку клипу. «…девушка хотела как лучше, а получилось, как всегда: из хоккеистов получаются отличные персонажи таблоидов, а не романтические герои. В итоге во всех последующих интервью вместо того, чтобы говорить о музыке, Нюше пришлось отрицать роман с Радуловым. Он же мог честно отвечать, что по роли проспал половину съемок и что там вытворяла Нюша — просто не видел», — писал музыкальный журналист. Алексей Мажаев специально для «Звуков. Ру» составил рейтинг «20 поп-клипов года», в котором поместил работу Нюши на седьмое место. Отмечая старательный R&B-танец певицы, автор отмечал, что вся роль Радулова свелась к тому, что он «на протяжении всей песни лежит в кровати под одеялом». К концу 2011 года видео попало в топ-40 русскоязычных видеоклипов по просмотрам. Клип занял седьмое место в рейтинге, с более чем семью миллионами просмотров.

## Список композиций
- Цифровой сингл[24]

| №  | Название | Автор(ы)       | Длительность |
| -- | -------- | -------------- | ------------ |
| 1. | «Больно» | Нюша Шурочкина | 3:31         |

- Цифровой сингл iTunes[25]

| №  | Название                             | Автор(ы)       | Длительность |
| -- | ------------------------------------ | -------------- | ------------ |
| 1. | «Больно» (Vengerov & Fedoroff Remix) | Нюша Шурочкина | 3:00         |

## Участники записи
В создании и записи песни приняли участие следующие музыканты:
- Нюша Шурочкина — автор, вокал, продюсер
- Владимир Шурочкин — продюсер, саунд-продюсер
- Влад Стрекалин — аранжировка, саунд-продюсер, мастеринг
- Оксана Шурочкина — сопродюсер

## Чарты и сертификации
| Страна/территория (Чарт)             | Высшая Позиция |
| ------------------------------------ | -------------- |
| (Tophit Российский Топ-100)          | 3              |
| (Tophit Московский Топ-100)          | 4              |
| (Tophit Санкт-Петербургский Топ-100) | 3              |
| (2М Топ 10. Цифровые треки)          | 1              |
| (Красная звезда. Сводный чарт)       | 1              |
| (Красная звезда. Чарт продаж)        | 4              |
| (Tophit Общий Топ-100)               | 1              |
| (Tophit Топ-100 по заявкам)          | 6              |
| (Tophit Украинский Топ-100)          | 3              |
| (Tophit Киевский Топ-100)            | 3              |

| Страна/территория (Чарт, 2011)               | Высшая Позиция |
| -------------------------------------------- | -------------- |
| (Tophit Российский Топ-100)                  | 9              |
| (2М Топ 25. Цифровые треки)                  | 11             |
| (2М Топ 50. Ринг-бэк тоны)                   | 17             |
| (Tophit Общий Топ-100)                       | 6              |
| (Tophit Общий Топ-100. Русскоязычные синглы) | 4              |
| (Tophit Топ-100 по заявкам)                  | 16             |
| (Tophit Украинский Топ-100)                  | 19             |
| (Tophit Киевский Топ-100)                    | 12             |

### Сертификации
| Страна | Статус                            |
| ------ | --------------------------------- |
| Россия | 200,000 Платиновый (ринг-бэк тон) |

## Рейтинги и списки
| Издание    | Страна | Рейтинг/список                                                        | Год  | Источник |
| ---------- | ------ | --------------------------------------------------------------------- | ---- | -------- |
| «Афиша»    | Россия | «Самые яркие и запомнившиеся российские поп-хиты за последние 20 лет» | 2011 | [ 4 ]    |
| «Звуки.ру» | Россия | «20 поп-клипов года» (7 место)                                        | 2011 | [ 22 ]   |